# I Knew You Were Waiting (For Me)
Singles par Aretha Franklin
Jimmy Lee
(1986) Rock-a-Lott
(1987)
Singles par George Michael
A Different Corner
(1986) I Want Your Sex
(1987)
I Knew You Were Waiting (For Me) est une chanson interprétée en duo par Aretha Franklin et George Michael, écrite et composée par Simon Climie et Dennis Morgan, produite par Narada Michael Walden. Sortie en single le 23 janvier 1987, elle est le troisième extrait de l'album Aretha (en) publié en octobre 1986.
Le single atteint le sommet du Billboard Hot 100 et du hit-parade au Royaume-Uni, en Irlande, en Belgique, aux Pays-Bas et en Australie.

## Distinction
En 1988, le duo est récompensé par le Grammy Award de la meilleure prestation vocale R&B par un duo ou un groupe.

## Classements hebdomadaires
| Classement (1987)                      | Meilleure position |
| -------------------------------------- | ------------------ |
| Allemagne (GfK Entertainment)          | 5                  |
| Australie (Kent Music Report)          | 1                  |
| Autriche (Ö3 Austria Top 40)           | 9                  |
| Belgique (Flandre Ultratop 50 Singles) | 1                  |
| Canada (RPM 100 Singles)               | 4                  |
| États-Unis (Billboard Hot 100)         | 1                  |
| Irlande (IRMA)                         | 1                  |
| Italie (FIMI)                          | 11                 |
| Norvège (VG-lista)                     | 4                  |
| Nouvelle-Zélande (RMNZ)                | 3                  |
| Pays-Bas (Nederlandse Top 40)          | 1                  |
| Pays-Bas (Single Top 100)              | 1                  |
| Royaume-Uni (UK Singles Chart)         | 1                  |
| Suède (Sverigetopplistan)              | 4                  |
| Suisse (Schweizer Hitparade)           | 5                  |

## Certifications
| Pays              | Certification | Date       | Unités certifiées |
| ----------------- | ------------- | ---------- | ----------------- |
| Australie (ARIA)  | Or            | 2016       | 35 000            |
| Pays-Bas (NVPI)   | Or            | 1987       | 75 000            |
| Royaume-Uni (BPI) | Platine       | 29/11/2024 | 600 000           |